# ناجوراتم
در شیمی آلی یک ناجوراتم  یا به عبارت بهتر اتم های ناهمگن ( Heteroatom ) به تمام اتمهای متعلق به یک موکلول ارگانیک یا زنجیره کربنی خطی یا مدور که متفاوت باشد از کربن و هیدروژن که به‌طور کلی شامل اتمهای اکسیژن ، ازت ، فسفر ، گوگرد ، بور و هالوژنها مانند فلوئور ، کلر ، برم و ید ، همچنین برخی از شبه فلزات و تعدادی از فلزاتی که قادر به تشکیل کمپکلس شیمیایی با همان کربن را هستند .
معمولاً استفاده از این عبارت در جایی است که یک اتم غیرکربنی جایگزین یک کربن در ساختار مولکولی شده باشد.
در توصیف ساختار یک پروتئین بویژه در بانک رایانه‌ای اطلاعات پروتئین‌ها، یک ناجوراتم (HETATM) بیانگر یک اتم است که به یک مولکول کوچکتر فاکتورها تعلق دارد و نه بخشی از زنجیرهٔ زیست بسپار.
در بحث زئولیت‌ها عبارت ناجوراتم اشاره به جایگزین نسبتاً ایزومورفی قالب اتم‌های این بحث (مانند سیلیسیم، آلومینیم و فسفر) با عنصرهای دیگر مانند بریلیم، وانادیم و کروم دارد. هدف معمولاً تنظیم ویژگی‌های ماده (مانند اسید و باز لوییس) برای بهینه‌سازی ماده برای برخی کاربردها (مانند فروکافت) است.